# Antipathes flabellum
Antipathes flabellum är en korallart som beskrevs av Peter Simon Pallas 1766. Antipathes flabellum ingår i släktet Antipathes och familjen Antipathidae. Inga underarter finns listade i Catalogue of Life.